# 콜레코비전

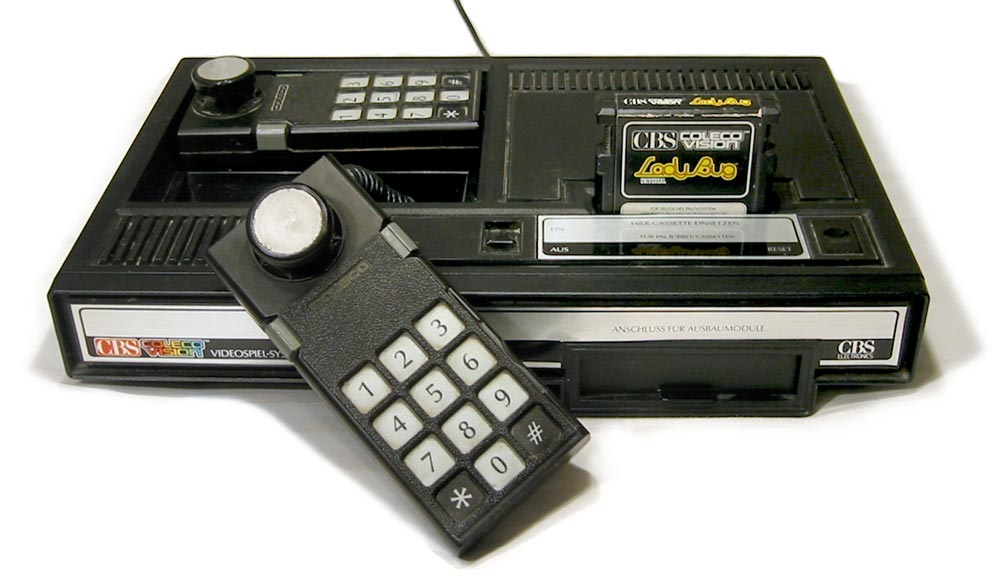
콜레코비전

콜레코비전(ColecoVision)은 콜레코의 2세대 가정용 게임기로 1982년 8월에 발매되었다. 롬 카트리지 방식으로 오락실 수준의 게임과 하드웨어 확장으로 아타리 2600의 게임을 같이 할 수 있었다.
콜레코비전은 닌텐도의 동키 콩 같은 인기 게임 라이선스와 폭넓은 소프트웨어로 1982년 크리스마스 시즌에 50만 대 이상 판매되었으며 1983년 비디오 게임 위기가 일어나기 전까지 판매고가 100만 대를 돌파했다. 콜레코비전은 1984년 단종되었지만 Bit Corporation의 Dina과 같은 호환기들은 계속 판매되었다.

## 개요
콜레코는 1976년 전용 게임 홈 콘솔 기간 동안 텔스타 콘솔과 함께 비디오 게임 시장에 진출하였다. 이후 몇 년 동안 그 시장이 과포화되었을 때, 그 회사는 거의 파산 직전까지 갔지만, 현 시장의 선두주자인 마텔의 제품을 제친 제품으로 휴대용 전자 게임을 통해 성공적인 제품을 발견했다. 이 회사는 또한 세가, 발리, 미드웨이, 닌텐도를 포함한 아케이드 게임 제조사로부터 라이선스를 받은 소형 탁상용 아케이드 게임 라인을 개발하였다. 콜레코는 1982년까지 그들의 전자 게임 판매로 살아남을 수 있었지만, 그 시장 자체는 쇠퇴하기 시작했고, 그린버그는 여전히 가정용 비디오 게임 콘솔 제작에 관심이 있었다.
콜레코비전의 엔지니어링을 이끌었던 에릭 브롬리에 따르면 콜레코 사장인 아놀드 그린버그는 아케이드 품질의 게임으로 프로그래밍 가능한 가정용 콘솔 시장에 진출하기를 원했지만 부품 가격이 제한 요인이었다고 한다. 1979년 초에 브롬리는 텍사스 인스트루먼트 비디오와 제너럴 인스트루먼트 오디오 칩을 사용하는 시스템의 사양을 도출했지만 RAM 비용 때문에 승인을 받지 못했다. 1981년 즈음, 브롬리는 월스트리트 저널에서 RAM의 가격이 하락했다는 기사를 보았고, 비용 수치를 조사한 후, 시스템 비용이 그들의 비용 마진 내에서 떨어진다는 것을 발견했다. 그린버그에 보고한 지 10분도 안 되어, 그들은 더 철저한 디자인을 시작하면서 콘솔의 작업명칭 "콜레코비전"을 확립했는데, 마케팅 부서는 이를 능가할 수 없었다.
콜레코는 아타리 VCS를 판매할 때 아타리에게 아케이드 변환의 라이선스 변환이 효과가 있다는 것을 인식하여 1981년 경에 닌텐도에 접근하여 아케이드 타이틀에 대한 잠재적인 접근성을 확보하였다. 브롬리는 야마우치 히로시 닌텐도 사장과 게임 권리를 위한 협상을 추구했던 전형적인 일본 관습 하에서 긴장된 일련의 만남을 묘사했다. 하루 동안 야마우치와 식사를 한 후, 브롬리는 화장실에 가서 양해를 구하고, 서구 국가에 아직 출시되지 않은 최초의 동키콩 캐비넷 중 하나를 우연히 만났다. 이 게임이 성공할 것을 알고 브롬리는 다음 날 야마우치와 미팅을 주선하고 동키콩에 대한 독점권을 요청했다. 그린버그는 일본의 관습에 따라 브롬리는 닌텐도와 정식 계약을 맺지 않았다. 그해 야마우치가 참석하던 가전전시회 때쯤 브롬리는 야마우치의 딸이자 번역가로부터 자신이 아타리에게 판권을 준 것이 분명하다는 사실을 알게 됐다. 야마우치의 딸의 도움으로 브롬리는 야마우치가 콜레코에 대한 권리를 확약하는 정식 계약에 서명하도록 위임할 수 있었다. 콜레코가 동키콩을 콘솔과 함께 제공하겠다고 발표하자 기자와 소매업체들은 왜 콘솔로 가장 기대되는 가정용 비디오 게임을 내놓는지에 대해 의문을 제기하며 놀라움과 회의감에 휩싸였다.
콜레코비전은 1982년 8월에 출시되었다. 1982년 크리스마스까지 콜레코는 동키 콩의 번들 게임으로 부분적으로 50만대 이상을 팔았다. 콜레코비전의 주요 경쟁사는 상업적으로 덜 성공한 아타리 5200이었다. 1983년 초에 판매량은 빠르게 100만 개를 돌파했다.
콜레코비전(ColecoVision)은 CBS 일렉트로닉스가 북미 이외의 지역에서 배포한 것으로, CBS 콜레코비전이라는 브랜드로 명명되었다. 유럽에서는 1983년 7월 북아메리카 출시 후 거의 1년 만에 콘솔이 출시되었다.
1984년 초에 콜레코비전의 분기별 판매량은 극적으로 감소했다. 1985년 1월 콜레코는 콜레코비전의 가정용 컴퓨터 확장 모델인 애덤을 단종하였다. 1985년 중반 콜레코는 비디오 게임 시장에서 철수할 계획을 세웠으며 콜레코비전은 10월에 공식적으로 단종되었다. 총 판매량은 불확실하지만 궁극적으로 2백만 개 이상의 콘솔이 넘었으며 콘솔은 단종될 때까지 완만한 판매를 지속하고 있다. 1983년의 비디오 게임 추락은 이 시스템이 출시된 지 30개월이 채 되지 않은 주요 원인으로 언급되어 왔다.
1983년 스펙트라비데오는 SV-318 컴퓨터를 위한 SV-603 콜레코비전 비디오 게임 어댑터를 발표했다. 이 회사는 70달러짜리 제품이 사용자들이 "흥미로운 콜레코비전 비디오 게임 카트리지 라이브러리 전체를 즐길 수 있게 했다"고 밝혔다.

## 확장 모듈
콜레코비전은 하드웨어 확장으로 기능을 추가할 수 있었는데 총 3가지의 확장 모듈이 판매되었다.
- 확장 모듈 #1 : 당시 가정용 게임기의 리더인 아타리 2600 호환을 위해 나온 것으로 어느 게임기보다 많은 게임을 할 수 있게 되었다. 아타리와의 법적 문제의 소지가 있었지만 표준부품으로 아타리 2600을 만들 수 있었기 때문에 아타리에서 손 쓸 방법이 없었다. 콜렉코는 제미니 게임 시스템(Gemini game system)이라는 아타리 2600 호환 게임기를 제작해 판매하고 있었다.
- 확장 모듈 #2 : 이 확장 모듈은 드라이빙 콘트롤러로 가스 페달과 스티어링 휠, Turbo 게임으로 구성되어 있다. 이 모듈은 Destructor, Dukes Of Hazzard 같은 게임과도 호환된다.
- 확장 모듈 #3 : 마지막 확장 모듈로 1983년 여름에 발매되었다. 콜레코비전을 같은 회사 컴퓨터인 콜레코 아담(Coleco Adam)으로 바꿔 주며 컴퓨터 키보드와 DDP(digital data pack) 카세트 드라이브를 포함한다.

## 사양
- CPU : 자일로그 Z80A 3.58 MHz
  - RAM : 8KB
- 그래픽 : 텍사스 인스트루먼츠 TMS9928A
  - 비디오 램(VRAM) : 16KB
  - 해상도 256x192, 16컬러, 스프라이트 32개
- 사운드: 텍사스 인스트루먼츠 SN76489A
  - 4옥타브 3 중화음 1 노이즈
- 카트리지 용량 : 8/16/24/32KB

## 유산
패미컴 개발 책임자인 우에무라 마사유키는 콜레코비전이 패미컴 창조에 접근하는 방법에 영향을 미치는 기준을 설정했다고 말했다.닌텐도 엔터테인먼트 시스템이 개발되는 동안 프로젝트의 최고 책임자인 사와노 타카오가 콜레코비전을 그의 가족에게 가져왔는데, 그는 아타리 2600 게임들에서 흔히 볼 수 있는 깜박임과 대조되는 부드러운 그래픽을 만드는 시스템의 능력에 깊은 인상을 받았다.
1986년 비트 코퍼레이션은 디나라는 콜레코비전 클론을 제작하여 텔레게임즈 퍼스널 아케이드라는 이름으로 미국에서 판매하였다.
IGN은 콜레코비전을 25개 중 12번째로 최고의 비디오 게임 콘솔로 선정하며 "현재 아케이드 히트작을 국내로 불러온 놀라운 정확성을 언급했다."
1996년 최초의 홈브루 콜레코비전 게임이 출시되었다.
1997년 텔레게임즈는 마이크로소프트 윈도우용 콜레코비전 게임 모음집인 개인용 아케이드 1호[43]와 1998년 후속작 콜레코비전 히트스 1권을 출시했다.
2012년 옵코드 게임즈는 자체 슈퍼게임 모듈 확장을 출시하였는데, 램을 16KB에서 32KB로 늘리고 4개의 사운드 채널을 추가하였다. 이러한 확장을 통해 ColecoVision은 MSX 아키텍처 표준에 근접하여 MSX 소프트웨어를 보다 쉽게 이식할 수 있다.
2014년 앳게임즈는 오리지널 팩인 게임인 동키콩이 아닌 60개의 게임이 포함된 콜레코비전 플래시백 콘솔을 생산하기 시작했다.